# Сванте Пебо
Сванте Пебо (швед. Svante Pääbo; Стокхолм, 20. април 1955) шведски је генетичар естонског порекла. Један је од оснивача палеогенетике, а најпознатији је по свом проучавању генома неандерталаца. Директор је Одељења за генетику на Институту Макс Планк за еволуциону антропологију у Лајпцигу од 1997. године и почасни је научни сарадник у лондонском Природњачком музеју. Такође је професор на Институту за науку и технологију у Окинави.
Године 2022. добио је Нобелову награду за физиологију или медицину за своја открића у вези с геномима изумрлих хоминина и еволуцијом човека. Нобелов комитет је тада саопштио да је Пебо постигао нешто наизглед немогуће када је секвенцирао први геном неандерталца и открио да се хомо сапијенс укрштао с неандерталцима.

## Биографија
Рођен је у Стокхолму, од мајке хемичарке Карин Пебо и оца биохемичара Сунеа Бергстрема који је добио Нобелову награду 1982. године.
Докторат је стекао на Универзитету у Упсали истраживањем о томе како протеин Е19 аденовируса модулира имуни систем.
Пебо се сматра једним од оснивача палеогенетике, дисциплине која користи методе генетике за проучавањe човека и других древних популација. Године 1997. Пебо је са колегама успешно извршио секвенцирање неандерталске митохондријалне ДНК.